# فرایزینگ
فرایزینگ (به آلمانی: فرایزنگ) یک شهر در آلمان است که در فرایزینگ واقع شده‌است.

## خواهرخوانده
شهرهای Obervellach، Innichen، Maria Wörth، وایدهوفن آن در یبس، Arpajon و شکفیا لکا خواهرخوانده‌های فرایزینگ هستند.

## نگارخانه

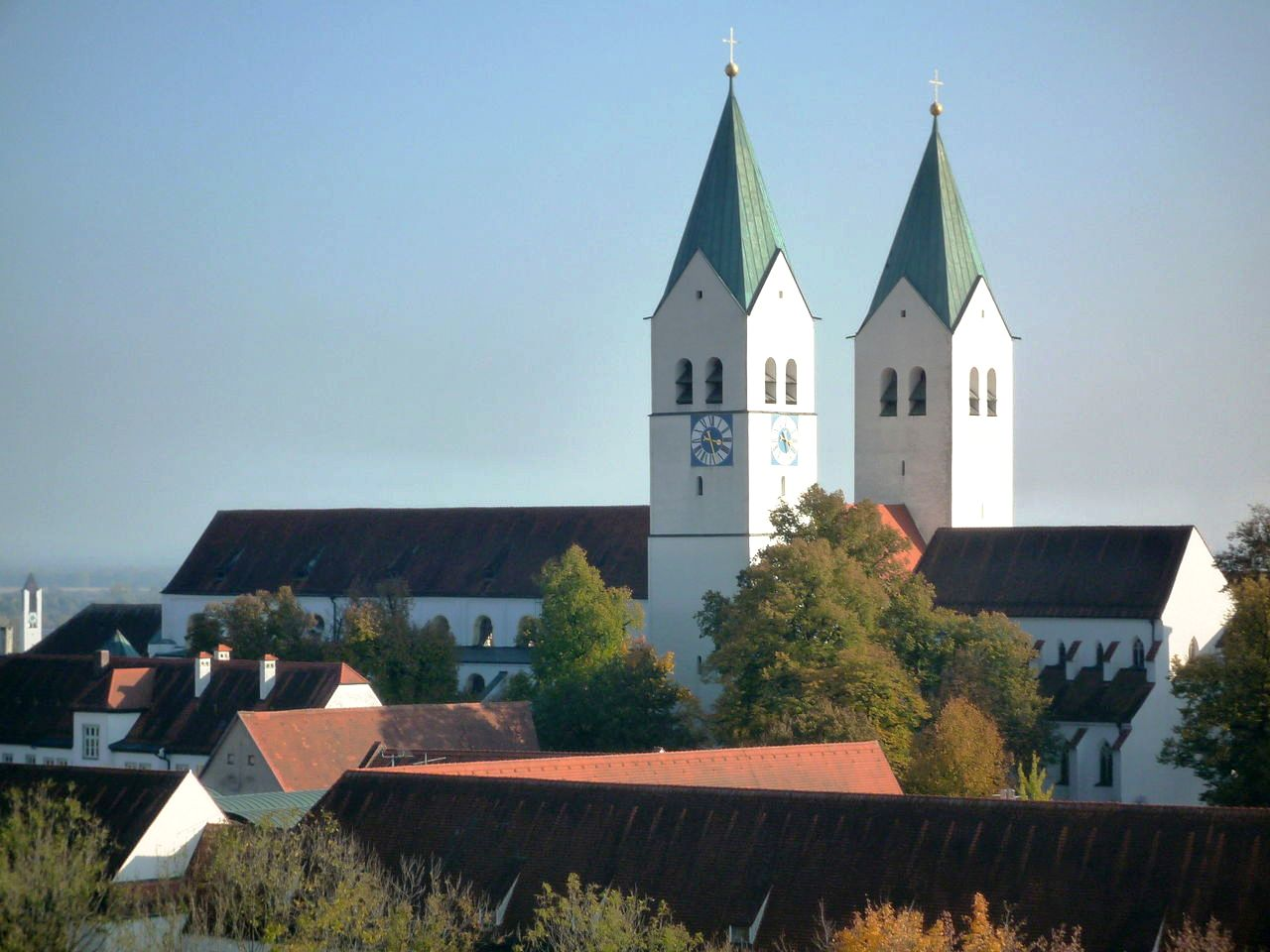
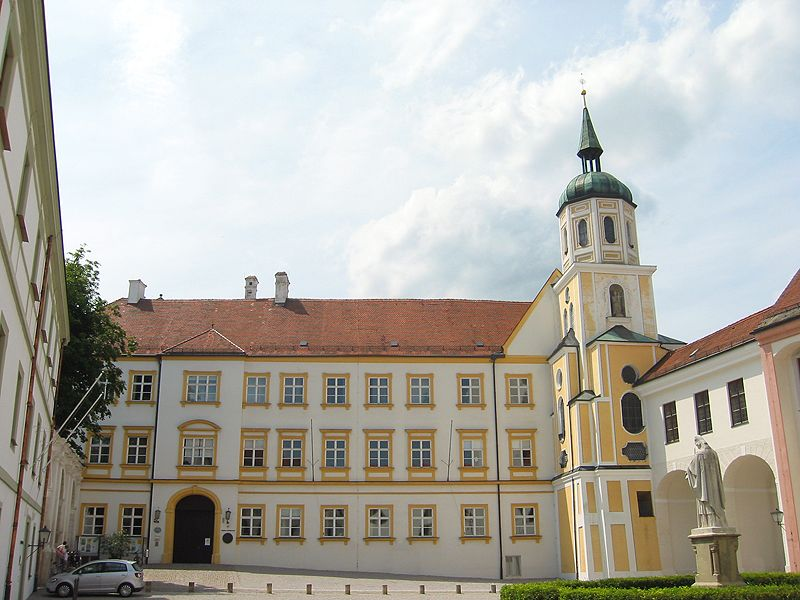
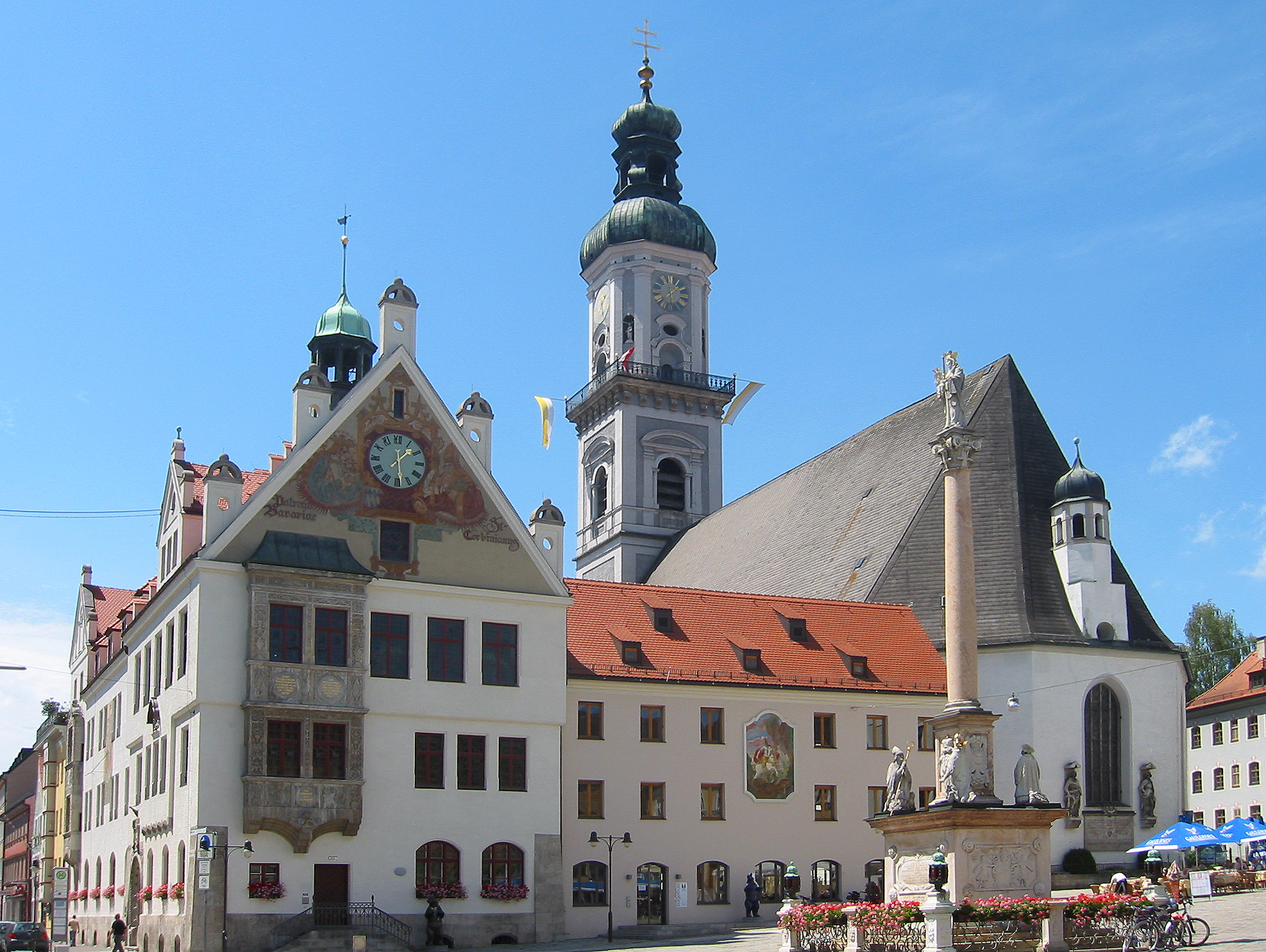
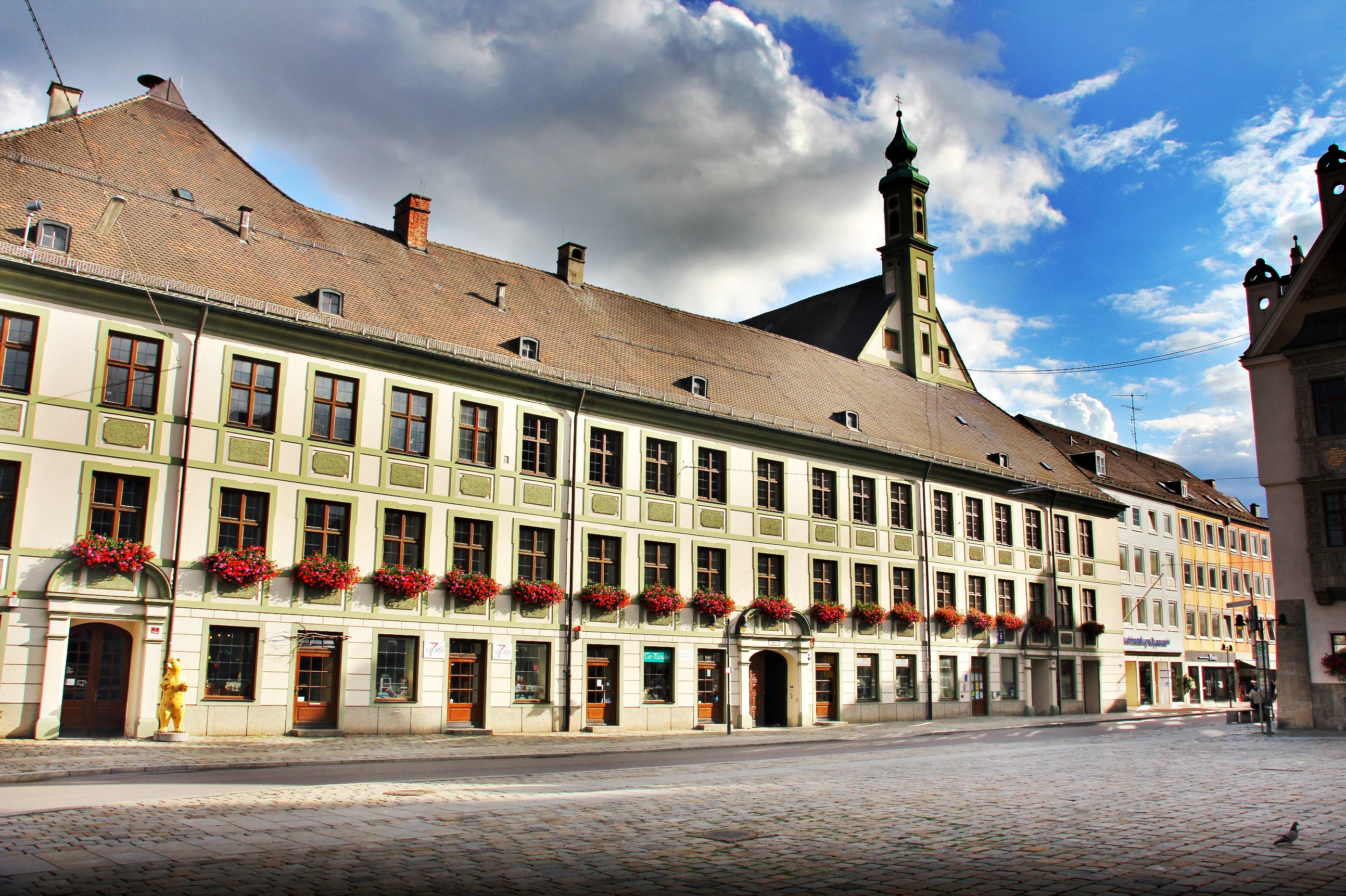
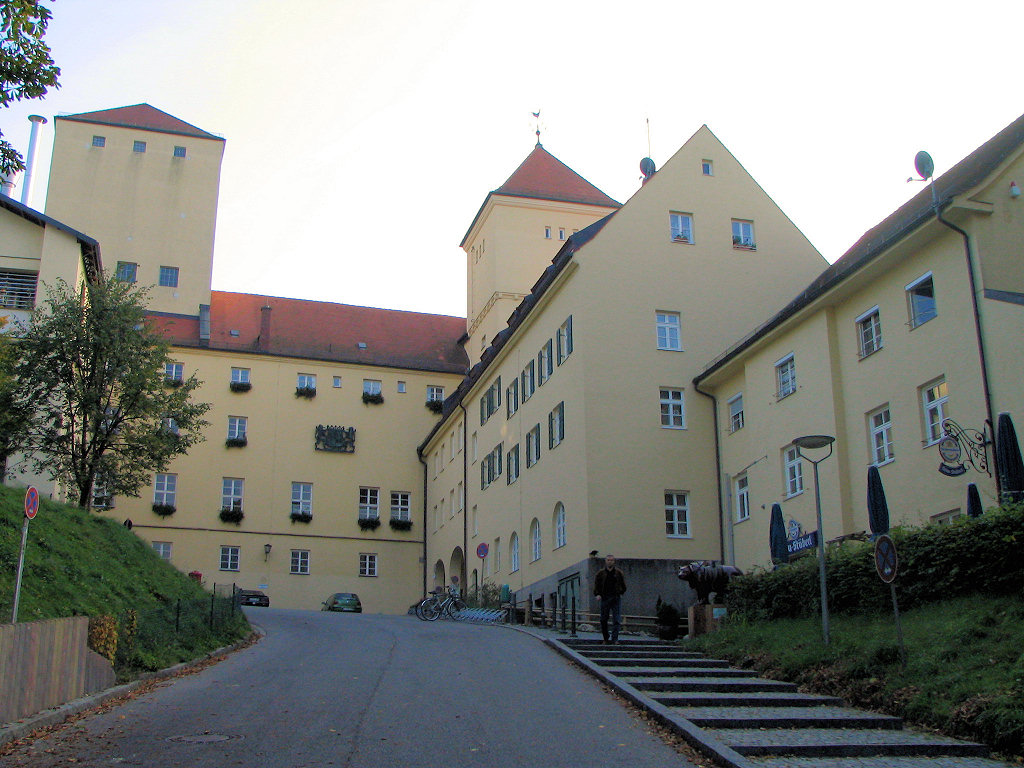
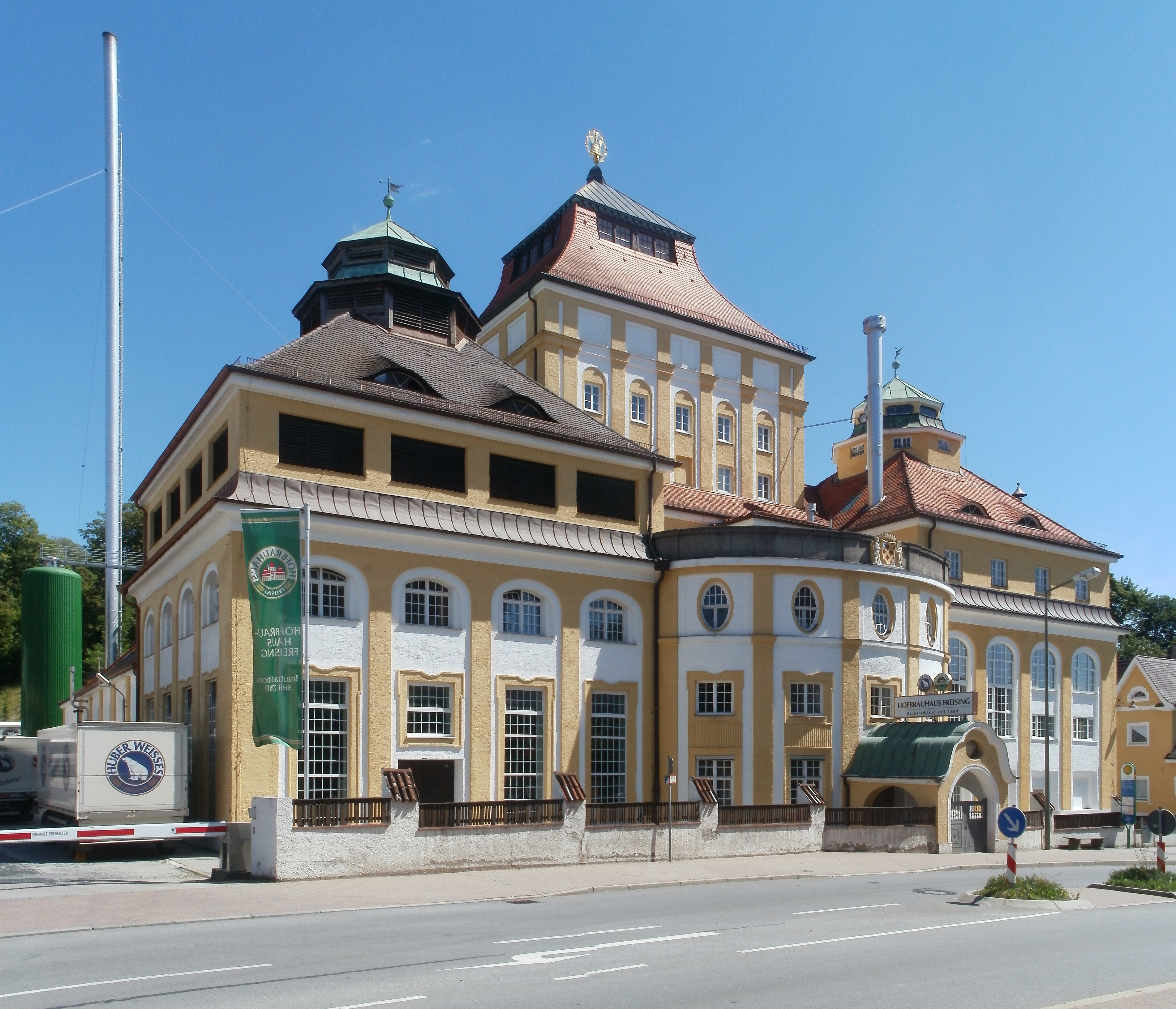